# Janiralata bilobata
Janiralata bilobata is een pissebed uit de familie Janiridae. De wetenschappelijke naam van de soort is voor het eerst geldig gepubliceerd in 1979 door Kussakin & Mezhov.